# Ummy Mwalimu

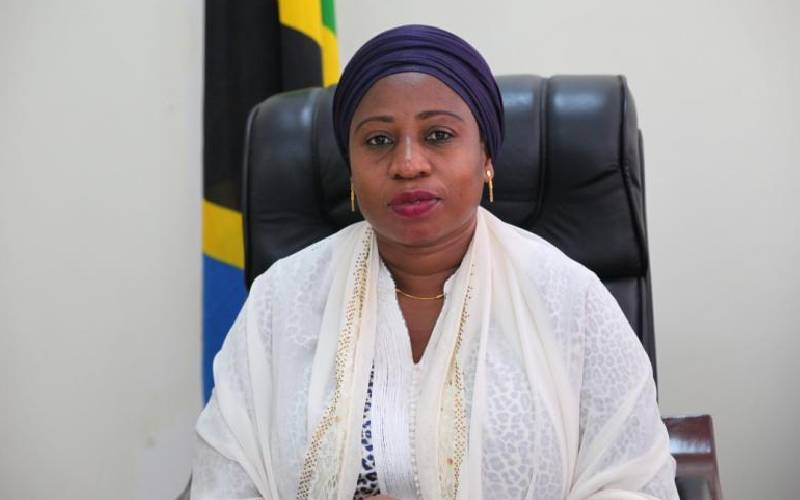
Ummy Mwalimu (2020)

Ummy Ally Mwalimu (* 5. September 1973) ist eine tansanische Politikerin. Sie ist Mitglied der Partei Chama Cha Mapinduzi (CCM), Parlamentsmitglied für den Distrikt Tanga und Gesundheitsministerin.

## Leben
Ummy Mwalimu ist verheiratet und hat zwei Kinder.

### Ausbildung
Sie besuchte die Grundschule im Dorf Chanika im Distrikt Karagwe (Region Kagera) und in Mkwakwani, einem Dorf des Distriktes Korogwe in der Region Tanga. Von 1987 bis 1990 war sie auf der weiterführenden Schule in Usagara, dann auf der Korogwe-Mädchenschule. Die Hochschulreife erlangte sie in Mafinga. An der Universität Daressalam erwarb sie 1998 den Titel Bachelor of Laws, danach studierte sie in Südafrika an der Universität Pretoria und schloss ihre Ausbildung 2001 mit dem Titel Master of Laws ab.

### Beruf
Schon parallel zu ihren letzten Studienjahren arbeitete sie in der Rechtsreformkommission von Tansania, danach war sie für die Stiftung für Wirtschafts- und Sozialforschung und ab 2003 für das Zentrum für Recht und Menschenrechte tätig. Von 2004 bis 2010 war sie Programmbeauftragte für Governance&Gender an der Dänischen Internationalen Entwicklungsagentur (DANIDA).

## Politik
Ihre politische Karriere begann 2007 mit dem Beitritt zur Partei CCM. Seit 2010 ist sie Parlamentsmitglied, in diesem Jahr wurde sie auch Staatsministerin (Deputy-Minister) im Ministerium für Gemeindeentwicklung, Geschlecht und Kinder. 2014 wurde sie Staatsministerin im Präsidialamt, 2015 dann kurz Staatsministerin im Justizministerium. Im gleichen Jahr ernannte sie John Magufuli zur Gesundheitsministerin (Ministry of Health, Community Development, Gender, Elderly and Children).
In dieser Position verbot sie die Einfuhr und Verwendung von Gleitmitteln, da diese Homosexualität fördern würden. Mit dem Verbot wolle sie die Ausbreitung von HIV eindämmen. Dies steht jedoch im Widerspruch zur Aussage von UNAIDS, die Gleitgel auf Wasserbasis zusammen mit Kondomen als Hilfe zur Verringerung der Ausbreitung von Aids empfehlen.
Im Jahr 2020 wurde sie Ministerin im Büro des Vizepräsidenten für Gewerkschaftsangelegenheiten und Umwelt und 2021 wurde unter der neuen Präsidentin Suluhu Staatsministerin im Büro der Präsidentin für Regionalverwaltung und Kommunalverwaltung. 2022 kehrte sie in ihre frühere Position als Gesundheitsministerin zurück.
Am 10. Oktober 2022 organisierte Ummy Mwalimu zusammen mit Ministerkollegen und WHO-Vertretern den ersten nationalen Dialog zur psychischen Gesundheit in Tansania.